# Papyrus 23
- Papyrus
- Onciale
- Minuscules
- Lectionnaire

Le Papyrus 23 (dans la numérotation Gregory-Aland), désigné par le sigle {\displaystyle {\mathfrak {P}}}23, est une ancienne copie du Nouveau Testament en grec. Il s’agit d’un papyrus manuscrit de l’Épître de Jacques, qui ne contient que les versets 1:10-12 et 15-18. Le manuscrit a été daté par paléographie au début du IIIe siècle.

## Description
Les Nomina sacra sont écrits complètement, des abréviations ne sont utilisées qu’à la fin des lignes.
Le texte grec de ce codex est représentatif des textes alexandrins (ou plutôt proto-alexandrins). Kurt Aland le place dans la catégorie I. Ce manuscrit est en accord avec les codex Sinaiticus, Alexandrinus et Codex Ephraemi Rescriptus, qui représentent le meilleur texte des épitres catholiques, et aussi avec le Codex Vaticanus et le Papyrus 74.
Il est actuellement entreposé à l’Université d'Illinois (G. P. 1229) en Illinois,.